# Peaches & Herb
Peaches & Herb es un dúo vocalista estadounidense formado en 1966 en Washington D. C. por Herb Fame y Francine Hurd Barker. Desde la fundación del grupo en la década de 1960, Herb fue el vocalista que más duró mientras que el papel femenino de "Peaches" fue interpretado por seis mujeres a lo largo de los años.

## Historia
Herb Fame, cuyo nombre real es Herbert Feemster, nació el 1 de octubre de 1942 en Anacostia, Washington, y cantaba en una iglesia junto a un coro infantil del barrio. Tras graduarse en el instituto trabajó como dependiente en una tienda de discos donde conoció al productor Van McCoy con el que firmó un contrato para la subsidiaria de Columbia, Date Records. La otra intérprete es Francine Barker, nacida como Francine Edna Hurd el 28 de abril de 1947 en Washington D. C. y fallecida el 13 de agosto de 2005. Al principio de su andadura con este dúo utilizaba su seudónimo de Francine Day.Su carrera musical comenzó con el trío The Darlettes, que más tarde pasarían a llamarse The Sweet Things tras cambiar de compañía discográfica. Una vez produjeron dos álbumes, McCoy optó por poner juntos a Fame y Barker (todavía conocida como "Day") por sugerencia de Kapralik. El resultado fue el sencillo: We're in This Thing Together, la cual estuvo durante nueve meses en las listas de los más escuchados en las radios del país hasta diciembre de 1966, cuando un DJ realizó un revival del hit de 1934 Let's Fall in Love.
El último dúo obtuvo una carrera exitosa de singles y álbumes durante dos años con temas como Let's Fall in Love, Close Your Eyes, For Your Love y Love Is Strange. A pesar de su creciente éxito y de ser la imagen de los "corazones del soul", Barker decidió retirarse temporalmente después de dos años por el tiempo que suponía realizar las giras. Marlene Mack (también conocida como Marlene Jenkins), quien ya cantara anteriormente con el grupo Jaynetts, sustituyó a la artista. Durante este periodo, Peaches actuó como solista y publicó tres singles.
En 1970 Fame se retiró por razones personales y se enroló en la Academia de policía de Washington y más tarde al Departamento de la Policía de Washington. Tanto el uno como la otra dejaron de lado su carrera musical hasta que en 1976 Fame decidió volver. En esta ocasión, Van McCoy sugirió a Herb, Linda Greene como la sustituta adecuada para el puesto de Peaches. Tras conocerla y actuar se hizo la "Peach" más conocida hasta la fecha.
Fame y Greene grabaron siete álbumes, incluido uno publicado en Argentina. Su primer álbum: Peaches & Herb se grabó en el sello MCA Records y fue producido por Van McCoy, pero tan solo obtuvo un primer gran hit: We're Still Together. Tras firmar con MVP/Polydor, publicaron 2 Hot bajo las órdenes de Paul J. Cohn y con el que ganarían el Disco de Oro. Su primer sencillo fue Shake Your Groove Thing con el que alcanzaron el quinto puesto de la lista de ventas de marzo de 1979. El siguiente sencillo vino con Secret Weapon, producido por Freddie Perren, pero fue con "Reunited" donde obtuvieron el triple disco de platino. Esta canción que evocó a los orígenes del dúo alcanzó el primer puesto del Hot 100 y del Billboard R&B Chart. También alcanzó el puesto más alto en Canadá y fue nominada al Grammy a la mejor canción del año en la edición de 1980. Las siguientes publicaciones atrajeron más éxitos entre los que se incluye I Pledge My Love. Tras cambiar de nuevo de discográfica, esta vez a Entertainment Company, Fame y Greene lanzaron su séptimo álbum en 1983 cosechando tan solo un éxito. Tras la pobre acogida de su álbum, volvieron a retirarse y dejaron de sacar más álbumes. Fame volvió al cuerpo policial y en 1986 se alistó en los U.S. Marshals como agente de seguridad de la corte penal de veteranos. Mientras Greene volvió con su familia, y junto a su marido publicaron tres álbumes de música gospel para la sociedad benéfica WOW (Winning Our World).
En 1990, todavía como empleado en los juzgados, Fame volvió a revivir el interés por el dúo y para la siguiente "Peach" elegiría a Patrice Hawthorne, varieté del programa televisivo Big Break. Aunque no llegaron a estar activos del todo. Por su parte, Hawthorne continuó siendo la líder de su propia orquesta en Filadelfia con CTO Soho.
Debido a los impagos por derechos de autor, el estado económico de Fame se vio mermado a pesar de años de éxitos y de ventas junto a Greene. En 2001 ambos contrataron abogados especializados en defender los derechos de autor de los artistas y emprendieron acciones legales contra la discográfica MVP Records, entonces liderada por Christine Perren. Sin embargo Perren cayó en varias contradicciones sobre la defensa de la discográfica con el resultado de que ambos artistas fueron indemnizados.
Tras asegurar su situación financiera, Fame pudo abandonar su trabajo y centrarse en su carrera en solitario. A la vez fue ganando ingresos extras que le permitieron disfrutar con su actual trabajo. Más tarde se uniría a él Wanda Makle como la quinta "Peach" y con la que actuaba durante sus conciertos de fin de semana, y en 2008 informaron que estuvieron pensando en grabar un álbum juntos. Sin embargo esos planes se desvanecieron y la española Meritxell Negre fue la sexta "Peach" en detrimento de Makle.
Negre, quien fuera presentada a Fame por el productor Bill Davis, es la primera "Peach" no afroamericana y la tercera con la que grabó un nuevo álbum. El primer álbum desde 1983 fue Colors of Love en el que se combina la sazón y voz de tenor de Fame, con el aire de alto soprano y soul de Negre. Dicho álbum fue publicado en mayo de 2009 con el sello de Imagen Records tres meses después del debut de Negre. Meritexell fallece el 23 de enero de 2020 a causa de un cáncer.

## Discografía

### LP / CD
| Título             | Productora                       | Año  | País      | Lista de ventas | Peach           | LP | CD |
| ------------------ | -------------------------------- | ---- | --------- | --------------- | --------------- | -- | -- |
| For Your Love      | Date                             | 1967 | USA       | 13              | Francine Barker | LP | -  |
| Let's Fall in Love | Date                             | 1967 | USA       | 30              | Francine Barker | LP | -  |
| Peaches & Herb     | MCA                              | 1977 | USA       | -               | Linda Greene    | LP | -  |
| 2 Hot              | MVP / Polydor                    | 1978 | USA       | 2               | Linda Greene    | LP | CD |
| Twice the Fire     | MVP / Polydor                    | 1979 | USA       | 31              | Linda Greene    | LP | -  |
| Demasiado Candente | MVP / Polydor                    | 1979 | Argentina | -               | Linda Greene    | LP | -  |
| Worth the Wait     | MVP / Polydor                    | 1980 | USA       | 120             | Linda Greene    | LP | CD |
| Sayin' Something   | MVP / Polydor                    | 1981 | USA       | 16              | Linda Greene    | LP | -  |
| Remember           | The Entertainment Co. / Columbia | 1983 | USA       | 204             | Linda Greene    | LP | -  |
| Colors of Love     | Imagen                           | 2009 | USA       | NA              | Meritxell Negre | -  | CD |

### Recopilatorios
| Título                                      | Productora                    | Año  | País | Lista de ventas | Peach           |
| ------------------------------------------- | ----------------------------- | ---- | ---- | --------------- | --------------- |
| Greatest Hits                               | Date                          | 1968 | USA  | 18              | Francine Barker |
| Greatest Hits                               | Epic                          | 1979 | USA  | -               | Francine Barker |
| Sweathearts of Soul                         | Origianal Sound Entertainment | 1994 | USA  | -               | Francine Barker |
| Reunited: At Their Best                     | PSM                           | 1995 | USA  | -               | Linda Greene    |
| Best of Peaches & Herb                      | MVP / Polydor                 | 1996 | USA  | -               | Linda Greene    |
| Reunited                                    | Rotation / MVP / Polydor      | 2001 | EU   | -               | Linda Greene    |
| 20th Century Masters                        | MVP / Polydor                 | 2002 | USA  | -               | Linda Greene    |
| Two of a Kind                               | Collectables                  | 2005 | USA  | -               | Francine Barker |
| Old School Cruzin' With Peaches & Herb      | Thump                         | 2005 | USA  | -               | Francine Barker |
| The Best of Peaches & Herb: Love Is Strange | Epic / Legacy                 | 2007 | USA  | -               | Francine Barker |
| Greatest Hits                               | Wounded Bird                  | 2009 | USA  | -               | Francine Barker |
| Golden Duets                                | Wounded Bird                  | 2009 | USA  | -               | Francine Barker |

### Sencillos de 7"
| Título                                                | Productora                       | Año  | País      | Lista de ventas | RU Chart Position # | Holanda | Peaches:        |
| ----------------------------------------------------- | -------------------------------- | ---- | --------- | --------------- | ------------------- | ------- | --------------- |
| Close Your Eyes                                       | Date                             | 1967 | EE. UU.   | 8               | -                   | -       | Francine Barker |
| For You Love                                          | Date                             | 1967 | EE. UU.   | 20              | -                   | -       | Francine Barker |
| Two Little Kids b/w We've Got to Love One Another     | Date                             | 1967 | EE. UU.   | 31              | -                   | -       | Francine Barker |
| Let's Fall in Love                                    | Date                             | 1967 | EE. UU.   | 21              | -                   | -       | Francine Barker |
| Love Is Strange b/w It's True I Love You              | Date                             | 1967 | EE. UU.   | 13              | -                   | -       | Francine Barker |
| United b/w Thank You                                  | Date                             | 1968 | EE. UU.   | 46              | -                   | -       | Francine Barker |
| Let's Make a Promise b/w Me & You                     | Date                             | 1968 | EE. UU.   | 75              | -                   | -       | Francine Barker |
| The Ten Commandments of Love                          | Date                             | 1968 | EE. UU.   | 55              | -                   | -       | Francine Barker |
| Let Me Be the One b/w I Need Your Love So Desperately | Date                             | 1969 | EE. UU.   | 74              | -                   | -       | Francine Barker |
| When He Touches Me (Nothing Else Matters              | Date                             | 1969 | EE. UU.   | 49              | -                   | -       | Francine Barker |
| Darling How Long b/w Cupid                            | Date                             | 1969 | EE. UU.   | -               | -                   | -       | Francine Barker |
| The Sound of Silence                                  | Date                             | 1970 | EE. UU.   | 100             | -                   | -       | Francine Barker |
| Just a Game, Love b/w Satisfy My Hunger               | Date                             | 1970 | EE. UU.   | -               | -                   | -       | Francine Barker |
| God Save This World                                   | Columbia                         | 1971 | EE. UU.   | -               | -                   | -       | Francine Barker |
| I'm Counting on You                                   | MCA                              | 1977 | EE. UU.   | -               | -                   | -       | Linda Greene    |
| Shake Your Groove Thing                               | MVP / Polydor                    | 1978 | EE. UU.   | 5               | 26                  | 22      | Linda Greene    |
| Reunited b/w Easy As Pie                              | MVP / Polydor                    | 1978 | EE. UU.   | 1               | 4                   | 2       | Linda Greene    |
| Reunited b/w We Got Love                              | MVP / Polydor                    | 1978 | Alemania  | -               | -                   | -       | Linda Greene    |
| We Got Love b/w Four's a Traffic Jam                  | MVP / Polydor                    | 1978 | EE. UU.   | 44              | -                   | 14      | Linda Greene    |
| Roller Skatin' Mate                                   | MVP / Polydor                    | 1979 | EE. UU.   | 66              | -                   | -       | Linda Greene    |
| I Pledge My Love b/w (I Want Us) Back Together        | MVP / Polydor                    | 1979 | EE. UU.   | 19              | -                   | -       | Linda Greene    |
| Howzabout Some Love b/w Put It There                  | MVP / Polydor                    | 1979 | España    | -               | -                   | -       | Linda Greene    |
| Sacude Tu Alegría b/w Todo Tu Amor                    | MVP / Polydor                    | 1979 | Argentina | -               | -                   | -       | Linda Greene    |
| Fun Time                                              | MVP / Polydor                    | 1980 | EE. UU.   | -               | -                   | -       | Linda Greene    |
| All Night Celebration                                 | MVP / Polydor                    | 1980 | EE. UU.   | -               | -                   | -       | Linda Greene    |
| Hearsay                                               | MVP / Polydor                    | 1980 | EE. UU.   | -               | -                   | -       | Linda Greene    |
| Freeway                                               | MVP / Polydor                    | 1981 | EE. UU.   | -               | -                   | -       | Linda Greene    |
| Bluer Than Blue                                       | MVP / Polydor                    | 1981 | EE. UU.   | -               | -                   | -       | Linda Greene    |
| Remember                                              | The Entertainment Co. / Columbia | 1983 | EE. UU.   | -               | -                   | -       | Linda Greene    |
| In My World b/w Keep on Smiling                       | The Entertainment Co. / Columbia | 1983 | EE. UU.   | -               | -                   | -       | Linda Greene    |

### Sencillos de 12"
| Título                                         | Productora             | Año  | País        | Lista de ventas | Peach        |
| ---------------------------------------------- | ---------------------- | ---- | ----------- | --------------- | ------------ |
| Shake Your Groove Thing                        | MVP / Polydor          | 1978 | EE. UU.     | -               | Linda Greene |
| Roller Skatin' Mate                            | MVP / Polydor          | 1979 | EE. UU.     | -               | Linda Greene |
| Fun Time                                       | MVP / Polydor          | 1980 | EE. UU.     | -               | Linda Greene |
| Freeway                                        | MVP / Polydor          | 1981 | EE. UU.     | -               | Linda Greene |
| Shake Your Groove Thing (Serious Rope Remixes) | Mother / MVP / Polydor | 1994 | Reino Unido | -               | Linda Greene |